# Polystodes ichneumoneus
Polystodes ichneumoneus är en tvåvingeart som beskrevs av Robineau-desvoidy 1830. Polystodes ichneumoneus ingår i släktet Polystodes och familjen bredmunsflugor.
Artens utbredningsområde är Senegal. Inga underarter finns listade i Catalogue of Life.